# 豊島区立仰高小学校
豊島区立仰高小学校（としまくりつ ぎょうこうしょうがっこう）は、東京都豊島区駒込5丁目1-19 にある公立小学校。2016年（平成28年）で140周年を迎える。11月13日は開校記念日である。

## 歴史
- 1876年(明治9年)　現在の文京区本駒込2丁目の長源寺内で設立
- 1880年(明治13年)　休校
- 1884年(明治17年)　現在の文京区本駒込5丁目の地主の家の敷地を使って、授業再開。「駒込小学校」（現在の豊島区立駒込小学校とは別）と校名変更。
- 1891年(明治24年)　現在の豊島区巣鴨1丁目に新校舎建築。同時に巣鴨町立仰高尋常・高等小学校と校名変更。高岩寺が、上野から現在地に移転。
- 1903年(明治36年)　巣鴨駅開業。
- 1906年(明治39年)　現在の豊島区巣鴨2丁目10（現在の創価学会東京戸田記念講堂）に移転。
- 1923年(大正12年)　関東大震災、小学校は新校舎建築中で被災はのがれる。
- 1924年(大正13年)　新校舎建築。
- 1941年(昭和16年)　東京市仰高国民学校と校名変更。
- 1944年(昭和19年)　長野県上田市に児童300人が学童集団疎開。
- 1945年(昭和20年)4月13日　空襲で小学校周辺も、焼け野原になり、校舎消失。
- 1946年(昭和21年)11月　近所の三菱寮を間借りし、授業再開。
- 1947年(昭和22年)　豊島区立仰高小学校と現在の校名に。
- 1973年(昭和48年)  現在地（豊島区駒込5丁目1-19）に新校舎建築。
- 2017年(平成29年）創立140周年を迎えた。

## 著名な出身者
- 愛川欽也（俳優）
- 松尾文人（俳優）
- 長谷川雄太（フィンスイミング選手）
- 中山岩太（写真家）